# تابش سنکروترون
تابش سنکروترون (به انگلیسی: Synchrotron radiation) یک تابش الکترومغناطیسی است که توسط یک سنکروترون تولید شود. این تابش مشابه تابش سیکلوترون است اما در حرکت ذرات باردار در سرعت‌های نزدیک به سرعت نور در میان میدان‌های مغناطیسی تولید می‌شود.

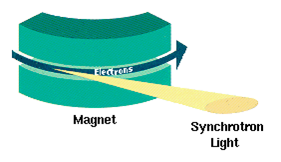
تابش سنکروترون از الکترون‌هایی که عمود بر خطوط میدان مغناطیسی در یک مسیر دایره‌ای حرکت می‌کنند

این تابش به‌طور طبیعی ممکن است از حرکت الکترون‌ها در یک میدان مغناطیسی بسیار قوی نیز رخ دهد و این تابش در تمام طول موج‌ها از پرتو گاما گرفته تا امواج رادیویی دیده شده است. خصیصه ویژه این نوع تابش قطبش و طیف آنهاست.
این تابش را نخستین بار در سال ۱۹۴۸، فرانک الدر (Frank Elder)، روبرت لانگمویر (Robert Langmuir) و هربرت پولک (Herbert Pollack)، در هنگام آزمایش با یک سنکروترون الکترونی مشاهده کردند. در این دستگاه، الکترون در یک میدان مغناطیسی تا انرژی‌های نسبیتی شتاب می‌گرفت. آن‌ها متوجه شدند که الکترون در راستای لحظه‌ای حرکت خود و در یک مخروط باریک، نور مرئی تابش می‌کند.
در اخترفیزیک، نخستین بار از تابش سنکروترون برای توضیح گسیل رادیویی راه شیری، سخن به میان آمد. این گسیل رادیویی را کارل جانسکی در سال ۱۹۳۱ کشف کرده بود. طیف و دمای درخشایی بالای این تابش (بیش از ۱۰۵ کلوین) با گسیل معمولی آزاد-آزاد گرمایی ناشی از گاز یونیده هم‌خوانی نداشت. در سال ۱۹۵۰، هانس آلفوِن (Hannes Alfvèn) و نیکلای هرلُف‌سان (Nicolai Herlofson)، به همراه کارل اوتو کیپن‌هوور (Karl-Otto Kiepenheuer) پیشنهاد کردند که زمینهٔ رادیویی کهکشان به‌دلیل تابش سنکروترون می‌باشد. کیپن‌هوور اعتقاد داشت که الکترون‌های پرانرژیِ پرتو کیهانی در میدان مغناطیسی ضعیف کهکشان، تابش رادیویی گسیل می‌دارند. این توضیح درست از آب درآمده است. تابش سنکروترون، یک فرایند گسیل مهم در باقی‌مانده‌های ابرنواختری، کهکشان‌های رادیویی و اختروش‌ها نیز می‌باشد. این یک فرایند تابشی غیر گرمایی است، به عبارتی، انرژی الکترون‌های تابش کننده ناشی از حرکات گرمایی نیست.